# 朱期至
朱期至（1544年—1587年），字子得，號王屋，湖廣黃州府蘄水縣人，弓兵籍，明朝政治人物。

## 生平
嘉靖四十三年（1564年）甲子科湖廣鄉試第二十六名。三十一歲中式萬曆二年（1574年）甲戌科會試二百十九名，廷試第二甲第四十七名進士。歷官河南懷慶府知府。

## 家族
曾祖父朱玉珊，曾任恩例冠帶；祖父朱文奎，曾任累封按察司副使；父朱袗，曾任布政司右布政使。母張氏（累封恭人）。重庆下。